# Complex Responsive Processes (CRP)
Complex Responsive Processes (CRP) er en ledelses- og organisationsteori. Teorien samler en række områder i en samlet teori om de komplekse dialogiske processer der foregår i en organisation. Sådanne processer trækker på forskellige teorier indenfor forskellige fagområder, f.eks. ledelses- og organsationsteorier, kommunikationsteorier, sprogvidenskab, filosofi, psykologi og sociologi m.fl. 
Teorien baserer sig på accepten af en række grundlæggende paradokser, f.eks. at lederen ikke kan stå udenfor den organisatoriske proces samt at forudsigelighed og fuld kontrol er en illusion. Dette skyldes det paradoks, at der altid er noget der er forudsigeligt (på kortere sigt) og noget der ikke er forudsigeligt (særligt når man taler om langsigtet strategisk ledelse). Dermed udfordrer teorien også den logisk-rationelle tankegang som mange andre teorier baserer sig på og lægger vægt på innovation og mønstre som opstår undervejs i forandringsprocessen. Lederens rolle bliver i denne sammenhæng at bidrage med nogle planer og indspil, der kan fungere som kommunikationsværktøj til den løbende interaktion i organisationen. Vægten i de dialogiske processer ligger samtidigt på relationen mellem mennesker. Dermed spiller den personlige identitet (jeg-identiteten) og følelsen af at tilhøre en fælles identitet (vi-identiteten) en stor rolle. Dette samspil er underlagt de magtrelationer (som er primært organisatorisk defineret) og temaer (legitime/skyggeteamer, bevidste/ubevidste og formelle/uformelle) der sættes i spil i en organisation.
Teorien er udviklet og indgående beskrevet af Ralph D. Stacey i bogen "Strategic management and organisational dynamics – the challenge of complexity". Ralph Stacey er professor fra Hertfordshire University og ledelseskonsulent. Har desuden skrevet en række andre bøger med afsæt i CRP-teorien.
 Der er for få eller ingen kildehenvisninger i denne artikel, hvilket er et problem. Du kan hjælpe ved at angive troværdige kilder til de påstande, som fremføres i artiklen.